# Sahargu
Koordinaten: 59° 2′ N, 27° 2′ O
Sahargu ist ein Dorf (estnisch küla) in der Landgemeinde Alutaguse (bis 2017 Tudulinna). Es liegt im Kreis Ida-Viru (Ost-Wierland) im Nordosten Estlands.

## Beschreibung und Geschichte
Das Dorf hat 21 Einwohner (Stand 1. Januar 2016).
Ende des 19. und Anfang des 20. Jahrhunderts war der Ort vor allem bekannt für seine Stellmachereien. Die Produkte wurden auf dem estnischen und russischen Markt verkauft. 1880 gab es in Sahargu und der Umgebung dreißig bis vierzig Stellmachermeister.
Noch heute befindet sich im Wappen der Landgemeinde Tudulinna ein Wagenrad (siehe Bild), das an diese Tradition erinnert.